# Hălchiu
Hălchiu is een Roemeense gemeente in het district Brașov.
Hălchiu telt 4560 inwoners.